# Anna-Stina Orrgren Persson
Anna-Stina Orrgren Person, född 8 december 1936 i Osby, Kristianstads län, död 12 januari 2016 i Norra Åsum, Skåne län, var en svensk målare och porslinsmålare.
Orrgren Persson var som konstnär autodidakt. Separat ställde hon ut ett 30-tal gånger och hon medverkade i samlingsutställningar med olika konstföreningar. Hennes konst består av porträtt och naturalistiska blomsterstilleben utförda i olja eller akvarell. Orrgren Persson är representerad vid Malmöhus läns landsting och Kristianstads läns landsting.